# Comitês de Ação Búlgaros

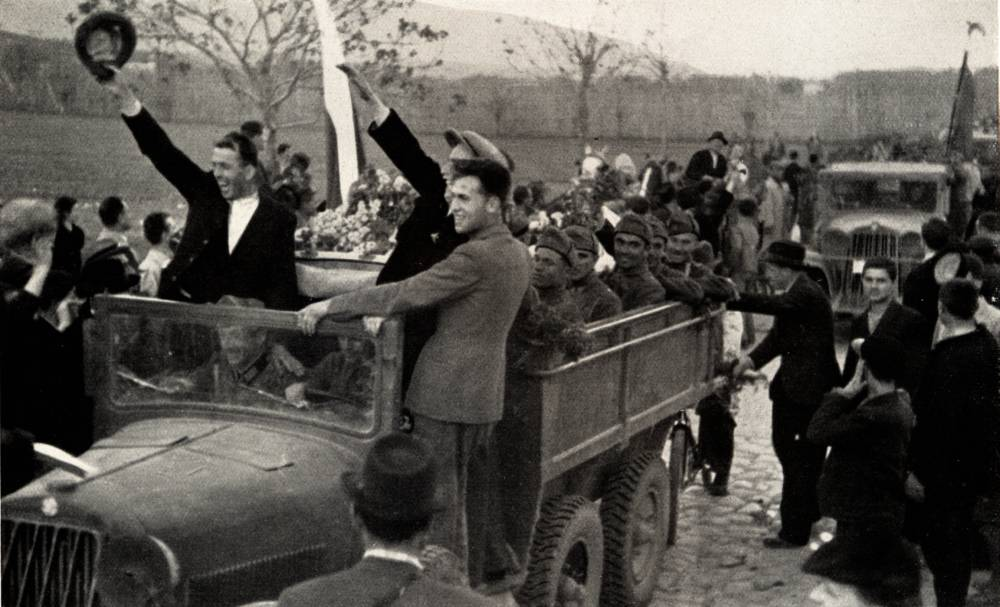
Os búlgaros macedônios deram as boas-vindas às tropas búlgaras em abril de 1941.

Os Comitês de Ação Búlgaros na Macedônia  eram organizações nacionalistas colaboracionistas de búlgaros na Macedônia durante 1941, encorajados pela invasão da Iugoslávia pela Alemanha Nazista, determinados a acabar com o domínio iugoslavo na região, percebido como opressivo pelos búlgaros macedônios  e por os representantes de outras comunidades ou tendências políticas em Macedônia do Vardar.  Eles também foram encorajados pelas relações amistosas entre a Alemanha Nazista e Bulgária, e pela esperança de que, após a passagem do exército alemão, o búlgaro o sucedesse. A época dos Comités de Ação Búlgaros foi uma época em que se testemunhou uma aguda falta de autoridade. Os sérvios em posições de autoridade tinham fugido da maior parte da região, não com medo dos alemães, mas principalmente do terror dos seus colaboradores locais.   Os Comitês de Ação Búlgaros procuraram assumir o controlo da região para a Bulgária, lançando as bases para o domínio búlgaro. O Comitê Executivo da organização era chefiado por: Stefan Stefanov de Kratovo, Spiro Kitinchev de Skopje e Vasil Hadzhikimov de Štip (Novo Selo). Em Veles, os Comitês de Ação Búlgaros receberam o apoio ativo de funcionários comunistas populares como Panko Brashnarov. 
Quando o domínio iugoslavo foi substituído pela administração militar alemã e, finalmente, pela ocupação búlgara, estes objetivos foram concretizados. Em 18 de maio de 1941, o comando militar alemão em Skopje entregou oficialmente o poder administrativo ao estado búlgaro. No entanto, assim que a região e a administração foram organizadas, os Comitês de Ação foram marginalizados e, por fim, dissolvidos.